# Byfleet
Byfleet är en ort i distriktet Woking, Storbritannien. Den ligger i grevskapet Surrey och riksdelen England, i den södra delen av landet, 30 km sydväst om huvudstaden London. Byfleet ligger 19 meter över havet. Byfleet var före 2010 även en civil parish, men är numera en unparished area. Civil parish hade 6 995 invånare år 2001. Byn nämndes i Domedagsboken (Domesday Book) år 1086, och kallades då Biflet.
Terrängen runt Byfleet är platt. Runt Byfleet är det tätbefolkat, med 442 invånare per kvadratkilometer. Närmaste större samhälle är Sutton, 18,9 km öster om Byfleet. Trakten runt Byfleet består till största delen av jordbruksmark.